# Vlastibor Klimeš (architekt)
Vlastibor Klimeš (24. května 1924 Hradec Králové – 11. února 2009 Praha) byl český architekt, projektant a urbanista. Soustředil se na urbanistické studie, městské plánování a výstavbu větších sídlištních celků a bytů na bázi funkcionalistického prostorového řádu zastavěného panelovými solitéry výškových a nízkopodlažních budov.

## Životopis
V roce 1944 byl Klimeš přijat na Uměleckoprůmyslovou školu v Praze do ateliéru architekta Benše. V témže roce byla škola uzavřena Němci a v roce 1945 pracoval Klimeš v Hradci Králové, v ateliéru architekta Oldřicha Lisky. Po konci druhé světové války byl přijat na Akademii výtvarných umění do speciální školy architektury pod vedením Jaroslava Fragnera. Od druhého ročníku při studiu pracoval ve Fragnerově ateliéru na projektech rekonstrukce Karolina, vítězném návrhu soutěže internátu a učňovské školy Škodových závodů v Hradci Králové, urbanistických úkolech pro město Kolín a na soutěžním návrhu parlamentu na Letné.
Studium na Akademii zakončil diplomní prací v autorském kolektivu s architekty Zárubou a Končinským. Tématem práce byl návrh Olympijského stadionu v Praze na Podbabě, spolu s urbanistickým řešením rekreační zóny Praha sever v oblasti Stromovky, Troje a holešovického výstaviště. Diplomní práce byla ministerstvem kultury vybrána k reprezentaci ČSR na Olympijských hrách v Londýně v roce 1948. Roku 1947 se Klimeš stal členem Svazu výtvarných umělců.
V době dvouleté základní vojenské služby v roce 1949 pracoval Klimeš ve volném čase v atelieru Josefa Havlíčka a zúčastnil se prací na směrném územním plánu Hradce Králové, po jehož dokončení byl architektem Havlíčkem uveden jako spoluautor.
V letech 1950–1952 pracoval u prof. Fragnera jako asistent na škole architektury Akademie výtvarných umění v Praze. Zároveň v této době začal Klimeš působit jako samostatný architekt. K jeho nejzávažnějším pracím z tohoto období patřila studie sportovního areálu automobilky v Mladé Boleslavi a směrný územní plán Nového Bydžova. V roce 1952 se Klimeš stal projektantem v atelieru Václava Hilského ve Stavoprojektu Praha, kde pracoval ve skupině architekta Korečka na projektu hornického sídliště Stochov u Kladna, ve kterém se soustředil na projekty stadionu, školky a obytných domů.
Roku 1954 přešel do nově zřízeného ateliéru architekta Jecelína, který byl jmenován vedoucím projektantem vládního úkolu výstavby Žiaru nad Hronom. V autorském kolektivu spolu s architekty Jecelínem a Spěvákem zpracoval směrný územní plán Žiaru nad Hronom. V roce 1955 byl po smrti architekta Jecelína jmenován vedoucím nově založeného ateliéru G Krajského projektového ústavu Praha, ve kterém pracovala celá řada tehdejších úspěšných architektů. V šedesátých letech s architekty E. Růžičkovou a M. Vaškem vytvořili autorský kolektiv, se kterým se zúčastnili veřejných i ústavních soutěží. V roce 1963 uspořádali v Praze výstavu společných prací. V roce 1965 se Klimeš zúčastnil výstavy Výtvarní umělci k výročí 20 let ČSSR v domě U Hybernů v Praze.
V roce 1956 se Klimeš stal členem nově založeného Svazu architektů ČSR, ve kterém pracoval v různých funkcích až do roku 1970, kdy po rozpuštění Svazu nepodal přihlášku do nově vzniklé profesní organizace, protože její podání bylo podmíněno souhlasem s obsazením ČSSR v srpnu 1968. Za svou politickou činnost byl vyloučen z KSČ a roku 1971 se vzdal funkce hlavního architekta atelieru G.
V letech 1971–1989 působil ve funkci hlavního projektanta, nebo městského architekta ve městech Nymburk, Slaný, Štětí, Velvary a Týnec nad Sázavou. Taktéž se podílel na výstavbě sídliště Vlasta ve Vršovicích. V roce 1990 odešel do důchodu, ve kterém si založil soukromou architektonickou živnost a v roce 1993 se při práci seznámil s Ladislavem Vackem, se kterým založil autorský kolektiv KAPS.
Aktivní činnost ukončil v roce 2007. Mezi poslední realizace patřila na jaře 2008 obnova kaple sv. Antonína na poutním místě U Tří habrů ve Vysokém Újezdu.

## Dílo do roku 1991 (výběr)
Směrné územní plány

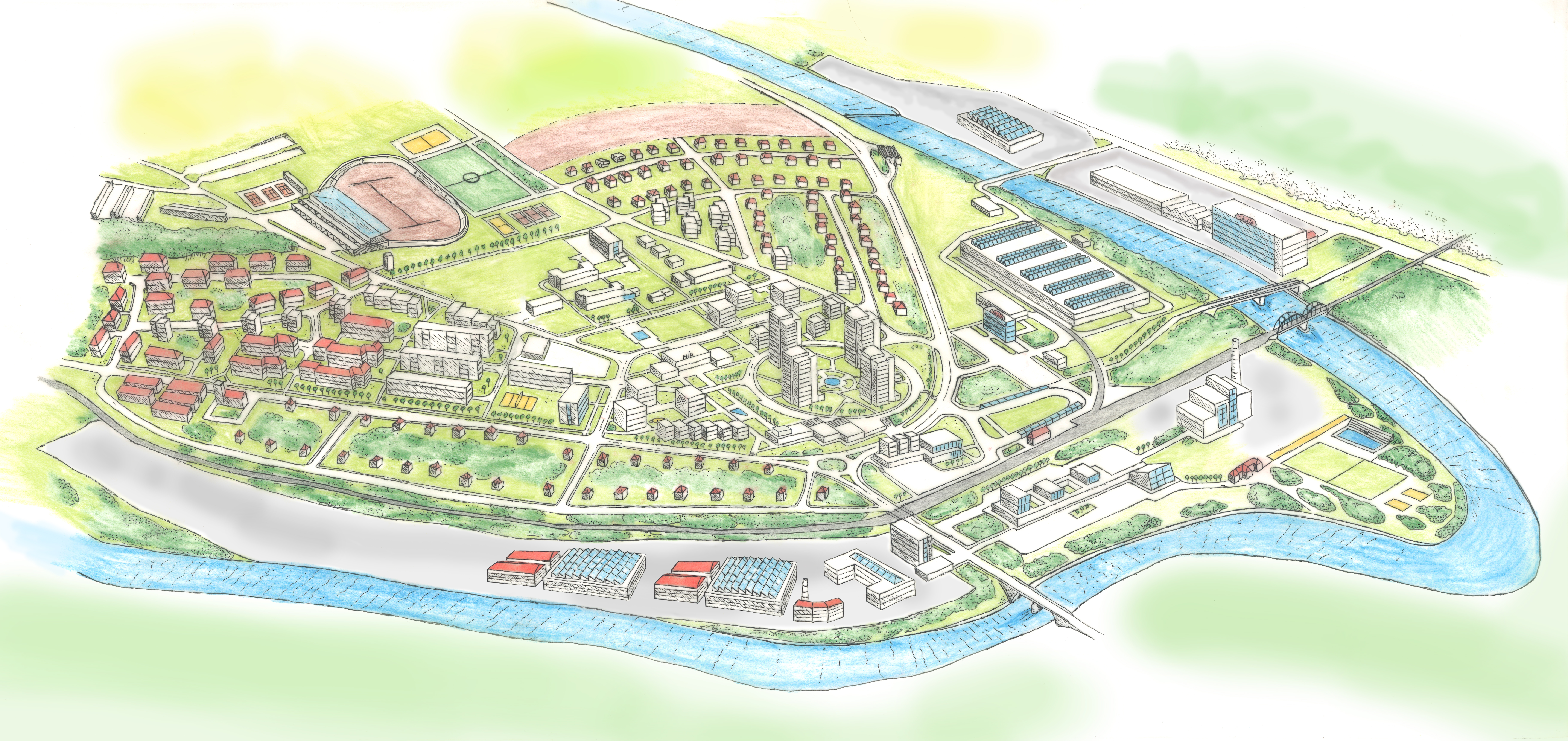
Možná podoba Týnce nad Sázavou, založená na podrobném územním plánu města z roku 1970

- Hradec Králové – s architektem Růžičkou
- Nový Bydžov
- Nymburk (1960)
- Brandýs nad Labem – Stará Boleslav – s architektem Růžičkou (1962)
- Velvary
- Slaný
- Štětí
- Kutná Hora
- Žiar nad Hronom – architekty Cajthamlem a Růžičkou (1954–1955)
- Týnec nad Sázavou

Podrobné územní plány
- Nymburk – jednotlivé etapy výstavby města, historické jádro města, sportovní areál
- Žiar nad Hronom – jednotlivé etapy výstavby města
- Štětí – plán celého města
- Slaný – dílčí etapy výstavby
- Týnec nad Sázavou – dílčí etapy výstavby
- Velvary – dílčí etapy výstavby
- Vršovice – výstavba sídliště Vlasta

Generely
- Generel areálu vrcholového sportu – Sportovní centrum Nymburk
- Generel sportovních zařízení Brandýs nad Labem-Stará Boleslav
- Generel rekreační oblasti Ostrá
- Generel rekreační oblasti Živohošt

Sportovní stavby
- Studie stadionu AZNP Mladá Boleslav (1953)
- Soutěžní návrh stadionu v Hradci Králové – s architektem Formáčkem
- Sportovní areál Stochov
- Sportovní areál Žiar nad Hronom
- Studie sportovního areálu ve Slaném
- Zimní stadion ve Slaném – s architektem Vaškem
- Studie sportovního areálu v Kutné Hoře
- Studie golfového hřiště Praha 5
- Realizace sportovního centra v Nymburce – dostavba zimního stadionu, haly, bazénu a hotelu
- Studie koupaliště a sportovního atreálu v Týnci nad Sázavou
- Studie sportovního areálu Petynka

Administrativní budovy

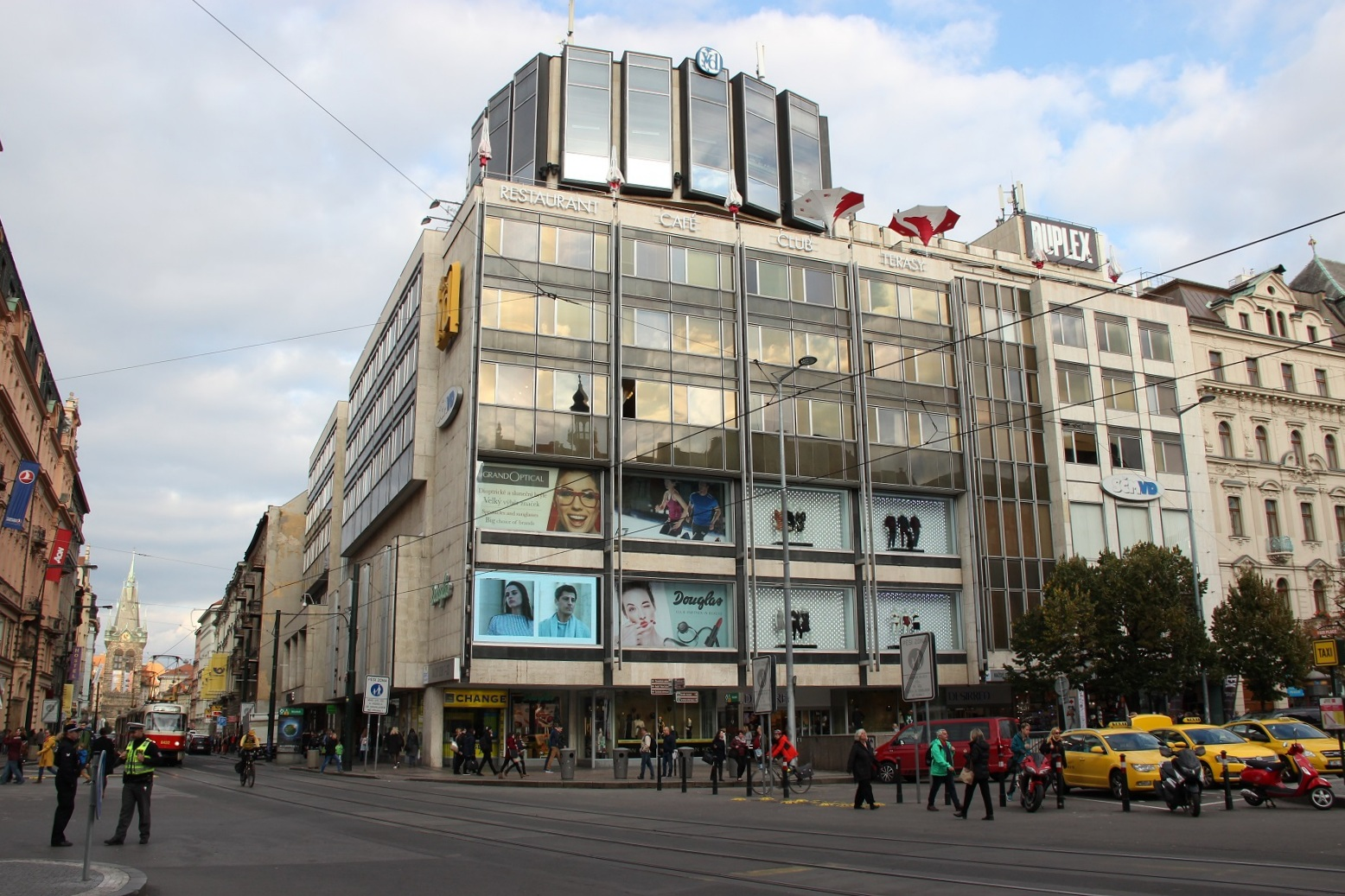
Budova Českého svazu výrobních družstev na Václavském náměstí

- Budova Českého svazu výrobních družstev na Václavském náměstí – s architekty Vaškem a Růžičkou, realizace (1967–1970)[7]
- Budova PZO MERKURIA v Praze Holešovicích – s architekty Vaškem, Růžičkou a Růžičkovou, realizace (1967–1971)
- Obecní úřad Týnec nad Sázavou – realizace

Komplexní výstavba realizovaná včetně vybavenosti
- Žiar nad Hronom – bytová výstavba okresního města, školky, škola, hotel, stadion, hřbitov se smuteční síní, obchody, rodinná výstavba, koupaliště
- Nymburk – výstavba okresního města, škola, školky, domy služeb, centrální kotelna, družstevní a rodinná výstavba, přestavba divadla, zimní stadion, úprava historického jádra
- Slaný – bytová výstavba rodinná, družstevní i státní, školky, sportovní areál, stadion, autobusové nádraží, farma Blahotice, úprava historického jádra
- Štětí – bytová výstavba včetně občanské vybavenosti, školka, kino
- Týnec nad Sázavou – bytová výstavba rodinná, družstevní i státní, obecní úřad, zdravotní středisko, stadion, dostavba školy, koupaliště
- Velvary – bytová výstavba rodinná i družstevní, obchody
- Vršovice – centrum Prahy 10, sídliště Vlasta (1968–1972)
- Dolní Kralovice – výstavba obce pro přesídlence ze zátopové oblasti vodní nádrže Švihov (1966–1968)

Expoziční pavilony na zahraničních veletrzích a výstavách
- Jakarta, Indonésie – se Z. Pokorným
- Soluň, Řecko
- Ósaka, Japonsko
- Ulánbátar, Mongolsko
- Berlín – výstava čs. architektury

## Dílo od roku 1991 (výběr)
- Stáj pro 20 koní Vysoké školy zemědělské v Praze
- Úprava objektu Vysoké školy zemědělské v Lánech
- Zahradní úpravy ve Voršilské zahradě v Praze 1
- Zahradní úpravy a dostavba hotelu v Praze Braníku
- Sportovní centrum v Nymburce
- Modernizace internátu sportovního centra v Nymburce, včetně venkovních hřišť,
- Návrh parkových úprav kláštera Hájek u Červeného Újezdu
- Adaptace špejcharu na správní objekt v Hájku u Červeného Újezdu
- Studie dostavby administrativní části budovy Českého svazu výrobních družstev na Václavském náměstí
- Adaptace obytného domu na Žižkově na prodejnu hraček
- Územní plán Vysokého Újezdu
- Průmyslový areál Kriklan Industries – společně s architektem Ladislavem Vackem v kolektivu KAPS